# 西藏牛皮消
西藏牛皮消（学名：Cynanchum saccatum）是夹竹桃科鹅绒藤属的植物。分布于中国大陆的西藏、四川、云南等地，生长于海拔2,500米至2,700米的地区，多生在山地灌木丛中或潮湿草地等处，目前尚未由人工引种栽培。